# Karalepis stewarti
Karalepis stewarti är en fiskart som beskrevs av Hardy, 1984. Karalepis stewarti ingår i släktet Karalepis och familjen Tripterygiidae. Inga underarter finns listade i Catalogue of Life.